# Isabelle Hidair-Krivsky
Isabelle Hidair-Krivsky est une anthropologue française, née le 11 février à Cayenne.
En 2019 elle devient directrice régionale aux droits des femmes. Depuis 2020, elle est membre du conseil scientifique à la Fondation pour la mémoire de l'esclavage.
En 2024 est élevée au au grade de chevalier de la légion d’honneur.

## Liens
- Notices d'autorité :   - VIAF
  - ISNI
  - BnF (données)
  - IdRef
  - LCCN